# Жиди (Вармінсько-Мазурське воєводство)
Жиди (пол. Żydy, нім. Sydden, 1938-45: Sidden) — село в Польщі, у гміні Ковале-Олецьке Олецького повіту Вармінсько-Мазурського воєводства.
Населення — 151 особа (2011).

## Демографія
Демографічна структура станом на 31 березня 2011 року:
|          | Загалом | Допрацездатний вік | Працездатний вік | Постпрацездатний вік |
| -------- | ------- | ------------------ | ---------------- | -------------------- |
| Чоловіки | 78      | 22                 | 52               | 4                    |
| Жінки    | 73      | 26                 | 35               | 12                   |
| Разом    | 151     | 48                 | 87               | 16                   |